# Donovaly
Donovaly este o comună slovacă, aflată în districtul Banská Bystrica din regiunea Banská Bystrica, pe malul râului Starohorský Potok⁠(d). Localitatea se află la altitudinea de 972 m deasupra n.m., se întinde pe o suprafață de 28,53 km2 și în 2017 număra 234 de locuitori.

## Istoric
Localitatea Donovaly este atestată documentar din 1702.

## Demografie
| An:                | 1994 | 2004    | 2014    | 2024    |
| ------------------ | ---- | ------- | ------- | ------- |
| Număr de persoane: | 138  | 153     | 222     | 283     |
| Diferență:         |      | +10,86% | +45,09% | +27,47% |

| An:                | 2023 | 2024 |
| ------------------ | ---- | ---- |
| Număr de persoane: | 283  | 283  |
| Diferență:         |      | +0%  |